# いましろたかし
いましろ たかし（1960年8月26日 - ）は、日本の漫画家。高知県出身。本名：今城隆浩（いまじょう たかひろ）。  
初期は自意識過剰な若者の空回りを、近年は脱力した30代から40代の男性が主人公の漫画を主に描く。『ハードコア』『タコポン』を共作した狩撫麻礼から、「平成のつげ義春」と呼ばれた。
近年は川釣りに熱中し、釣りを題材にした私小説的な漫画やエッセイも発表している。スター・システムを採用しており、同一キャラクターが別の漫画作品に登場することが多い。

## 略歴
大学を卒業後は職を転々としており、1985年（25歳）に漫画家になることを宣言する。翌1986年8月、『ビジネスジャンプ』に掲載された『不通の人々』でデビュー。初期作品は、ギャグ漫画として評価された。この時代のいましろは主に20代の貧乏青年の主人公達が、自分の境遇などに不満を持ちつつも感情を持て余し迷走する姿を描いている。また、この時期には作風の模索も行っている。初の単行本『ハーツ&マインズ』に寄せ、当時ギャグ漫画の最先端との評価も高かった江口寿史が推薦文を書くなど、業界での注目度がうかがえる。なお、『ハーツ&マインズ』第1巻の表紙は「ドテラ姿で、本棚に大量の本が並ぶ仕事場にいる、いましろの写真」というインパクトの強いものだったが、その部屋は本人のものではなく、編集者が担当する別の作家の部屋だったという。
1991年、ギャグ漫画との評価への範疇に入らない異質な作品『デメキング』の連載を『ビジネスジャンプ』で開始するが、14話で打ち切られる。この作品は初期の作風の集大成との評価も高かったが、当時単行本化はされなかった。その後、短編作品を数点発表。初期の作品のような主人公の迷走は無くなり、淡々と枯れた主人公像が増えていく。また、同時に主人公の年齢層も上がっていく。
1998年には、『釣れんボーイ』を連載開始。この作品では作者の投影ともとれる、漫画を描くことに疲れた漫画家「ひましろたかし」の釣り道楽な日常が描かれている。同時に主人公像は完全に枯れた物へ移行し、私小説的描写とも相まって「平成のつげ義春」という表現がより当てはまる作風になった。
現在では、主な発表の場を『コミックビーム』に移して活動している。主人公達は定職についたサラリーマンである。
40歳から緑内障を患ったために長編作品を描けず、一時期は数ページの短編作品のみを執筆していた。エッセイ集『グチ文学 気に病む』では、病気で気がふさぎ、鬱屈している毎日が描かれている。
2008年、自らの手による脚本となだぎ武主演で『デメキング』（寺内康太郎監督）が正式に実写映画化され、2009年春に公開された。
2017年、山田孝之の主演・プロデュースによる「ハード・コア 平成地獄ブラザース」の映画化が発表され、2018年に『ハード・コア』（山下敦弘監督）の題名で公開された。

## 作品

### 漫画（連載作品）
- ハーツ&マインズ（1986年 - 1989年、ビジネスジャンプ、集英社）
  - 『ハーツ&マインズ』1〜3 集英社 1989〜1990
  - 『初期のいましろたかし』小学館 2002.8に収録
- ザ・ライトスタッフ（1989年 - 1990年、ビジネスジャンプ）
  - 『ザ・ライトスタッフ』1〜2 集英社 1990
  - 『初期のいましろたかし』小学館 2002.8に収録
- デメキング（1991年、ビジネスジャンプ）
  - 『デメキング』ベストセラーズ 1999.2（巻末インタビュー：呉智英）
  - 『デメキング 完結版』太田出版、2007.7（巻末インタビュー：大西祥平、解説：浦沢直樹）
- ハード・コア（1992年 - 1994年、グランドチャンピオン、秋田書店） - 狩撫麻礼原作
  - 『ハード・コア 平成地獄ブラザース』1 秋田書店 1993.11
  - 『ハード・コア 平成地獄ブラザーズ』上下 エンターブレイン 2000.10
  - 『ハード・コア 平成地獄ブラザーズ』新装版  1〜2 ビームコミックス 2017.8
  - 『ハード・コア 平成地獄ブラザーズ』新装版  3〜4 ビームコミックス 2017.9
- ICE-CREAM-MAN（1992年、ビッグコミックスピリッツ増刊号）
- タコポン（1995年 - 1997年、漫画アクション、双葉社） - 狩撫麻礼原作
  - 『タコポン』1〜8 双葉社 1995〜1997
  - 『タコポン』上下 エンターブレイン 2003.7
- ぼくトンちゃん（1997年 - 1998年、漫画アクション）
  - 『ぼくトンちゃん』エンターブレイン 2003.1
  - 『ぼくトンちゃん 完全版』エランド・プレス 2017.4
- 釣れんボーイ（1998年 - 2002年、コミックビーム、エンターブレイン）
  - 『釣れんボーイ』エンターブレイン 2002.8
- 非国民（2000年、コミックビーム） - 作者名はハーツ&マインズ、狩撫麻礼原作
- ラララ劇場（2003年 - 2005年、コミックビーム）
  - 『ラララ劇場』エンターブレイン 2005.8
- 盆堀くん（2004年、ヤングマガジンアッパーズ、講談社）
  - 『盆堀さん』エンターブレイン 2007.9
- 続ラララ劇場（2005年、コミックビーム）
- 化け猫あんずちゃん（2006年 - 2007年、コミックボンボン）
  - 『化け猫あんずちゃん』講談社 2007.11
- 引き潮 (2010年、ビームコミックス)
- 原発幻魔大戦（2011年 - 2013年 、コミックビーム）
  - 原発幻魔大戦 (ビームコミックス)
  - 原発幻魔大戦 首相官邸前デモ編 (ビームコミックス)
  - 原発幻魔大戦 日本発狂編 (ビームコミックス)
- 永遠のケツ（2014年 - 2015年 、コミックビーム）
- 新釣れんボーイ（2016年 - 2018年 、コミックビーム）
  - 新釣れんボーイ ビームコミックス 2016.10
  - 新釣れんボーイ続刊『曇天三茶生活 我、かく闘えり』ビームコミックス 2017.9
- 未来人サイジョー（2018年 -  2021年、コミックビーム）
  - 未来人サイジョー（1）流転立志編（2021年4月、ビームコミックス）
  - 未来人サイジョー（2）首都青雲編（2021年4月、ビームコミックス）
  - 未来人サイジョー（3）帰還春雷編（2021年4月、ビームコミックス）
- つりまん（2024年 - 2025年、週刊漫画ゴラク）
- 化け猫あんずちゃん 風雲編（2024年、コミックDAYS）
  - 化け猫あんずちゃん 風雲編（2025年2月、コミックＤＡＹＳコミックス）Kindleほか電子書籍

### 漫画（短編集）
- 『トコトコ節』イースト・プレス 1995.2 - 巻末に自筆年譜
- 『クール井上 いましろたかし傑作短編集』エンターブレイン 2003.1（文庫化にあたり『いましろたかし傑作短編集』と改題）
- 『ぼけまん』エンターブレイン 2014.5

### 漫画（短編）
- 『アテもなくハムトースト』 （2005年，relax 98 april 2005 巻末食堂，マガジンハウス）
- 『無類のヒママン』（2023年、漫画選集ザジVol.1, 点滅社）

### 絵本
- 『あそこまで いってみよう』エランド・プレス 2015.7

### エッセイ
- 釣行記06（2006年 - 2008年、ウフ.、マガジンハウス）
  - 『グチ文学 気に病む』マガジンハウス 2008.4
- 伊東便り[1]（2019年 - 連載中 CHIRATTO）

## 映像化

### 映画
- デメキング　監督：いまおかしんじ 1998年
- デメキング　監督：寺内康太郎 2009年
- ハード・コア 平成地獄ブラザース　監督：山下敦弘 2018年
- 化け猫あんずちゃん　監督：久野遥子・山下敦弘 2024年

### ドラマ
- 週刊真木よう子第4話「中野の友人」 監督：山下敦弘 2008年

## 出演
- 本当に映した！妖怪カメラ　監督：寺内康太郎 2015年
- 監死カメラ16　監督：寺内康太郎 2016年

## 企画・原案・プロデュース
- あなたを待っています　監督：いまおかしんじ 2016年